# Amauronematus brevilabris
Amauronematus brevilabris är en stekelart som först beskrevs av René Malaise 1931.  Amauronematus brevilabris ingår i släktet Amauronematus, och familjen bladsteklar. Arten är reproducerande i Sverige.